# Катастрофа Ту-154 над Чёрным морем
Катастрофа Ту-154 над Чёрным морем — крупная авиационная катастрофа, произошедшая в четверг 4 октября 2001 года. Авиалайнер Ту-154М авиакомпании «Сибирь» выполнял плановый рейс SBI1812 по маршруту Тель-Авив—Новосибирск, но через 1 час и 45 минут после взлёта внезапно развалился в воздухе и рухнул в Чёрное море. Погибли все находившиеся на его борту 78 человек — 66 пассажиров и 12 членов экипажа.
Согласно заключению Межгосударственного авиационного комитета (МАК), самолёт был непреднамеренно сбит зенитной ракетой 5В28 комплекса С-200В, запущенной 96-й зенитной ракетной бригадой ПВО Украины в ходе проводившихся на территории испытательного полигона на Крымском полуострове совместных российско-украинских военных учений.
Министр обороны Украины Александр Кузьмук и главком ПВО Украины Владимир Ткачёв принесли извинения за случившееся. Президент Украины Леонид Кучма признал ответственность Украины за инцидент и отправил в отставку министра обороны. Во время расследования были уволены три генерала (в том числе командующий войсками ПВО Украины генерал-полковник Владимир Ткачёв) и ряд старших офицеров Вооружённых сил Украины.
В 2003 году Украина подписала с Россией и Израилем межправительственные соглашения о компенсациях родственникам погибших в авиакатастрофе без юридического признания вины. В соответствии с этими соглашениями Украина выплатила по 200 тысяч долларов США за каждого погибшего — 7,8 млн долларов России и 7,5 млн долларов Израилю.

## Сведения о рейсе 1812

### Самолёт

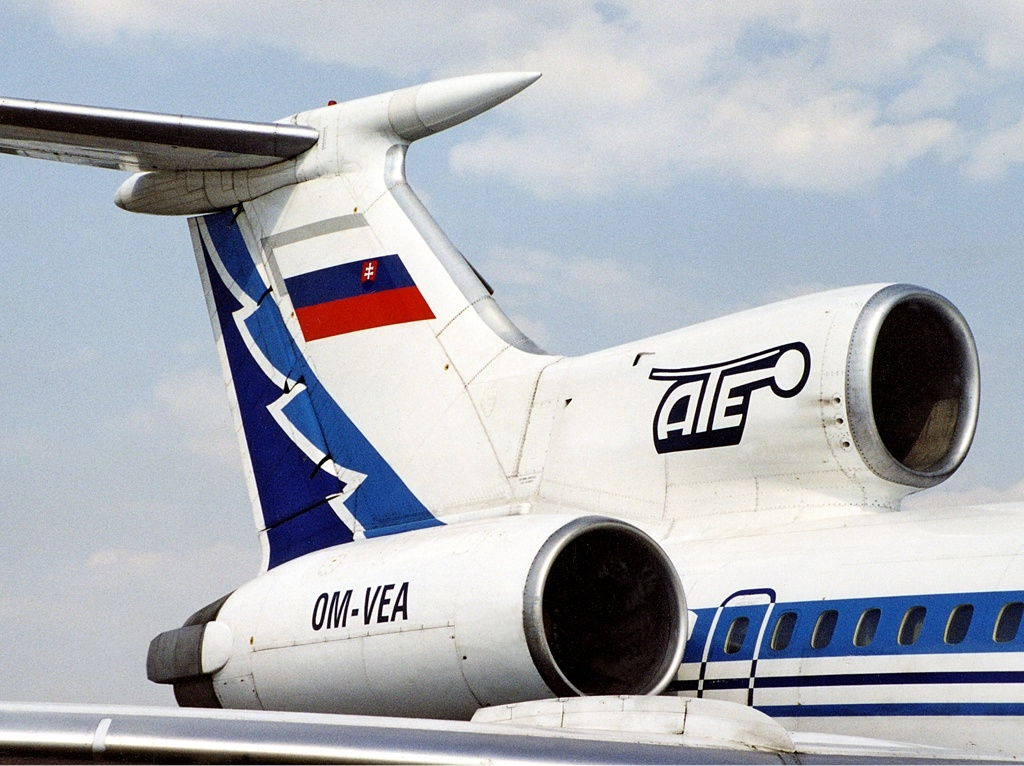
Сбитый самолёт в 1999 году с логотипом Air — Transport Europe

Ту-154М (регистрационный номер RA-85693, заводской 91А866, серийный 0866) был выпущен Куйбышевским авиационным производственным объединением (КуАПО) 7 марта 1991 года. 4 апреля того же года был передан авиакомпании «Аэрофлот» (МГА СССР, Западно-Сибирское УГА, Толмачёвский ОАО). В 1993 году был куплен авиакомпанией «Сибирь». От неё сдавался в лизинг авиакомпаниям:
- Iran Air Tours — с 1 августа 1993 года по 1 мая 1997 года (борт EP-ITG), с 9 сентября 1999 года по 20 января 2000 года (борт EP-MAS);
- Air — Transport Europe — с 1 мая по 1 августа 1997 года (борт OM-VEA).

Оснащён тремя двухконтурными турбореактивными двигателями Д-30КУ-154-II производства Рыбинского моторостроительного завода. Назначенный ресурс самолёта после выпуска составлял 20 000 лётных часов. На день катастрофы 10-летний авиалайнер совершил 7281 цикл «взлёт-посадка» и налетал 16 703 часа. Прошёл один капитальный ремонт на ремонтном заводе гражданской авиации № 411 в Минеральных Водах, после которого авиалайнеру был назначен межремонтный ресурс 10 000 часов. Остаток межремонтного ресурса составлял 6500 часов.

### Экипаж
Самолётом управлял опытный экипаж, его состав был таким:
- Командир воздушного судна (КВС) — 42-летний Евгений Викторович Гаров. В Толмачёвский объединённый авиаотряд был принят в марте 1989 года вторым пилотом Ту-154. В декабре 1991 года стал командиром Ту-154. Налетал 10 748 часов, 5980 из них на Ту-154 (4507 из них в качестве КВС)[14].
- Второй пилот — 37-летний Борис Александрович Левчугов. В Толмачёвский объединённый авиаотряд был принят в декабре 1989 года вторым пилотом Ан-24. В 1994 году стал вторым пилотом Ту-154. Налетал 4460 часов, 2245 из них на Ту-154[15].
- Штурман — 42-летний Константин Юрьевич Ревтов. В Толмачёвский объединённый авиаотряд был переведён в апреле 1988 года штурманом Ту-154. Налетал 10 381 час, 5960 из них на Ту-154. Имел нагрудный знак «За безаварийный налёт 9000 часов»[16].
- Бортинженер — 37-летний Валерий Глебович Лаптев. Лётную деятельность в Толмачёвском объединённом авиаотряде начал в апреле 1987 года бортинженером Ту-154. Налетал 7284 часа, все на Ту-154[17].
- Проверяющий — 52-летний Виктор Викторович Алексеев. Пилот-инструктор, инженер-пилот первого класса, начальник инспекции по безопасности полётов авиакомпании «Сибирь», командир самолётов Ту-154 и Ил-86. На рейсе 1812 выполнял функции проверяющего. Налетал 16 655 часов, 3420 из них на Ту-154 (2160 из них в качестве КВС). Награждён знаком «Отличник воздушного транспорта»[18].

В салоне самолёта работали пять бортпроводников:
- Владимир Дмитриевич Хомяков, 51 год — старший бортпроводник. Родился 25 июля 1950 года в Новосибирске. На лётной работе с сентября 1972 года.
- Наталья Георгиевна Костенко, 45 лет. Родилась 3 апреля 1956 года в Новосибирске. На лётной работе с июля 1977 года.
- Александр Геннадьевич Савич, 35 лет. Родился 3 ноября 1966 года в Новосибирске в семье пилота гражданской авиации. На лётной работе с июня 1992 года.
- Елена Владимировна Гусарова, 32 года. Родилась 24 июня 1969 года в Новосибирске. На лётной работе с января 1994 года.
- Игорь Викторович Воронков, 42 года. Родился 2 апреля 1959 года в Новосибирске. На лётной работе с 1991 года.

Кроме того, в состав экипажа входили 37-летний инженер Сергей Иванович Лебединский и 37-летний техник Константин Петрович Щербаков.

## Хронология событий

### Вылет из Тель-Авива
Среда, 3 октября 2001 года. 18:35. Борт RA-85693 совершил в тот день рейс SBI1811 по маршруту Новосибирск—Сочи—Тель-Авив и обратно в Новосибирск. На пути в Израиль посадка в Сочи выполнялась с целью дозаправки топливом. В аэропорту Сочи в баки самолёта было залито топливо из расчёта на выполнение и обратного рейса.
Рейс SBI1812 вылетел в четверг, 4 октября из аэропорта имени Давида Бен-Гуриона в 08:00 UTC (10:00 по израильскому времени). В 09:39 UTC самолёт вошёл в зону ответственности № 7 Северо-Кавказского центра автоматизированного управления воздушным движением (СКЦ АУВД) «Стрела», и экипаж сообщил диспетчеру о пролёте пункта обязательных донесений ODIRA. Полёт осуществлялся на высоте 11 100 метров в пределах международной воздушной трассы Б-145, на которую не распространялись какие-либо ограничения, в том числе временные, действовавшие на период проведения учений вооружённых сил противовоздушной обороны Украины.

### Военные учения 4 октября 2001 года
4 октября 2001 года украинские военные совместно с Черноморским флотом ВМФ России проводили учения, в рамках которых осуществляли стрельбы на 31-м исследовательском центре Черноморского флота России на мысе Опук (Крым). За ходом учений наблюдали делегации семи государств.
На учениях, в частности, велись ракетные стрельбы по беспилотным самолётам-мишеням Ту-143 «Рейс». По целям было выпущено 23 ракеты.
От украинской стороны в учениях принимали участие:
- подразделения Днепропетровского корпуса ПВО с зенитно-ракетными комплексами С-200В, С-300ПС, С-125, «Бук», «Куб»;
- фрегат «Гетман Сагайдачный» и корвет «Луцк», оснащённые корабельными зенитно-ракетными комплексами малой дальности «Оса-М»;
- истребители МиГ-29;
- два зенитно-ракетных полка ПВО Сухопутных войск, оснащённых зенитно-ракетными комплексами малой дальности «Оса»;
- бригада оперативно-тактических ракет и бригада реактивных систем залпового огня «Смерч».

От российской стороны в учениях участвовали:
- одна батарея береговых войск, оснащённая ЗРК малой дальности «Оса»;
- сторожевой корабль «Пытливый», оснащённый корабельным ЗРК малой дальности «Оса-М».

Управление боевыми действиями всех подразделений Украины и России велось из командного пункта корпуса ПВО Украины.
Единственный ракетный пуск, осуществлённый российскими военными 4 октября 2001 года, был произведён со сторожевого корабля «Пытливый» — запущена одна ракета ЗРК «Оса-М», которая поразила мишень на расстоянии 9 км от полигона.

### Запуск ракеты силами ПВО Украины
В ходе учений 4 октября 2001 года в 09:41:20 UTC (13:41:20 MSK) первым дивизионом 96-й зенитной ракетной бригады войск ПВО Украины был осуществлён пуск ракеты 5В28 зенитно-ракетного комплекса С-200В. Целью пуска было поражение мишени Ту-143 «Рейс», которая летела в 26—28 км от точки старта ракеты 5В28. В это же время с теми же курсовыми координатами, в том же направлении, только на дальности в 260 км, летел самолёт Ту-154. Ракета 5В28 преодолела расстояние до Ту-154 за 220 секунд. Практически всё это время она наводилась на этот самолёт. Ракета настигла самолёт на высоте 11,1 км и взорвалась. Тысячи осколков изрешетили Ту-154, после чего он рухнул в море.

### Катастрофа
В 09:45 UTC (13:45 MSK) магнитофон СКЦ АУВД «Стрела» зафиксировал звуковой сигнал, соответствующий выходу экипажа на внешнюю связь, сопровождавшийся криком человека. В дальнейшем в течение 45 секунд было зафиксировано ещё несколько сигналов от нажатия членами экипажа кнопки бортовой УКВ-радиостанции с последующими шумами и криками членов экипажа (в том числе обрывок фразы: …куда попала(о)…), свидетельствовавшими о внезапном возникновении на борту самолёта аварийной ситуации. Практически одновременно метка самолёта исчезла с экранов радаров. Лайнер в это время находился на высоте 11 000 метров примерно в 200 километрах юго-западнее Сочи. В это же время экипажем находящегося в том же районе самолёта Ан-24 авиакомпании Armavia было доложено о зафиксированной вспышке над ним.
Место падения находится в районе точки с координатами 43°11′ с. ш. 37°37′ в. д..

### Поисковая операция
5 октября днём была создана специальная комиссия по расследованию причин катастрофы. К месту падения авиалайнера срочно вылетел из Геленджика Ан-26 Федеральной пограничной службы России. Туда же отправились сторожевой пограничный корабль «Гриф» и сухогруз «Капитан Вакула». К месту падения вылетели также самолёт Ан-12 министерства обороны и вертолёт Ми-8 Сочинской поисково-спасательной службы со спасателями на борту, направились два спасательных буксира — «Меркурий» из Туапсе и «Капитан Беклемишев» из Новороссийска, а также судно министерства по чрезвычайным ситуациям «Спасатель Прокопчик». На аэродроме Агой под Туапсе был в готовности к немедленному вылету ещё один вертолёт МИ-8 со спасателями и снаряжением для спасения на воде. Он ждал обнаружения места аварийной посадки, чтобы экономить топливо на поиске и заниматься исключительно спасением. Этот вертолёт так и не взлетел, выживших обнаружено не было.
Самолёт Ан-12 обнаружил масляные пятна в предполагаемом месте падения. Вертолёты обнаружили несколько обломков самолёта и тела погибших пассажиров, плавающие на поверхности моря. Всего было обнаружено 14 из 78 тел погибших. Поиски шли до 29 октября. Никто из 78 пассажиров не выжил.
Поиски вели в радиусе 30 км от места, указанного экипажем самолёта Armavia. В этом районе Чёрного моря глубина составляет свыше 2000 метров и высокая заиленность дна. Погода была нормальной. Море тралили, исследовали дно эхолотом, собирали плавучие останки с поверхности. Кроме останков тел, были найдены 404 фрагмента лайнера, личных вещей и одежды пассажиров. Место нахождения лайнера и бортовых самописцев выяснить не удалось. Среди собранных обломков оказалось около четверти всего напольного покрытия салона самолёта, в котором обнаружили 183 отверстия от поражения металлическими шариками. На извлечённых фрагментах насчитали 460 пробоин. Ни одного бортового самописца обнаружено не было.

### Выдвижение версий происшествия
В связи с событиями 11 сентября 2001 года в Нью-Йорке первой была выдвинута версия о теракте. Почти сразу же после сообщения о катастрофе аэропорт имени Давида Бен-Гуриона в Тель-Авиве был закрыт и его служба безопасности начала проверку списков пассажиров рейса SBI 1812. С другой стороны, прорабатывалась версия о взрыве на борту самолёта по техническим причинам. Авиакомпания «Сибирь» заявила, что самолёт «был одним из лучших в авиапарке компании, он прошёл строгий технический контроль» и им «управлял опытный экипаж».
Через несколько часов на основании заявления представителей администрации США появилась третья версия, предполагавшая, что самолёт был поражён извне, например, сбит ракетой ПВО. В частности, такую информацию дала американская телекомпания CBS. Телекомпания CNN со ссылкой на представителей администрации США сообщила, что имеются «убедительные доказательства», что самолёт Ту-154 был сбит ракетой украинского зенитно-ракетного комплекса «SA-5» (то есть С-200), выпущенной во время военных учений. Эта информация сразу же была использована в публикациях многих мировых СМИ. После столь широкого обнародования информации об учениях представители министерства обороны Украины подтвердили факт проведения украинскими военными учебных стрельб из ЗРК на полигоне в Крыму.

## Техническое расследование
Президент России Владимир Путин назначил Владимира Рушайло главой комиссии по расследованию причин катастрофы и поручил ему сформировать её состав. Были созданы комиссии в Межгосударственном авиационном комитете (МАК) и Министерстве транспорта Российской Федерации.
5 октября. Появилась информация о найденных в фюзеляже Ту-154 отверстиях, напоминающих пулевые, однако эта информация была названа преждевременной. Начальник Западно-Сибирского регионального Управления воздушного транспорта Владимир Тасун заявил, что, «по непроверенной информации, диспетчер на локаторе видел светящуюся точку, быстро приближающуюся к самолёту. Вот единственное, что получено из неофициальных источников по каналам телефонной связи работниками компании „Сибирь“ из Ростова». К российским спасателям присоединились спасатели из Израиля, был начат анализ переговоров экипажа Ту-154 и анализ видеоплёнки, фиксирующей показания радиолокаторов. Премьер-министр Украины Анатолий Кинах сделал заявление, что версия о попадании ракеты в самолёт Ту-154 авиакомпании «Сибирь» «имеет право на существование».
6 октября. Секретарь Совета безопасности России В. Рушайло заявил, что на месте аварии были найдены предметы, не относящиеся к конструкции самолёта, и что «произошло разрушение самолёта в результате поражения взрывного характера». В то же время начальник Главного управления Северо-Кавказского регионального центра МЧС России Иван Тетерин высказал мнение, что вероятность обнаружения каких-либо останков самолёта Ту-154 на дне Чёрного моря минимальна из-за большой глубины и нулевой видимости.
7 октября. По заявлению комиссии 04.10 в 13:45:12 наземным магнитофоном был зафиксирован крик пилота Ту-154М.
9 октября. По заявлению комиссии анализ пробоин в фюзеляже показал, что самолёт мог быть поражён ракетой комплекса ПВО С-200 «Земля-воздух», так как размер и форма пробоин вполне соответствуют шрапнели осколочно-фугасной боевой части ракеты именно этого комплекса. После предположения о том, что самолет могла сбить ракета в ходе учений на Крымском полуострове, СМИ перестают называть эти учения совместными и отмечают их как исключительно украинские учения. Выяснение деталей катастрофы осложняется невозможностью определить точное место падения самолёта — поиски обломков самолёта проводились на территории радиусом более 12 морских миль.
10 октября. Генпрокуратура России сообщила предварительные данные судебно-медицинской экспертизы погибших — причиной смерти всех 14 пассажиров, тела которых были найдены в ходе поисково-спасательных работ, стала баротравма. По информации заместителя генпрокурора России Сергея Фридинского, в крови погибших обнаружен угарный газ, что свидетельствует о пожаре на борту судна.
11 октября. Владимир Рушайло обнародовал вывод технической комиссии, расследовавшей причины катастрофы рейса 1812: «множественные повреждения в виде схожих пробоин говорят о поражении российского самолёта извне». При этом Рушайло подчеркнул, что «останки самолёта, упавшего в море, не найдены из-за сложного строения дна, агрессивной сероводородной среды и большого слоя ила — до 6 метров».
12 октября. Пресс-секретарь министра обороны Украины Константин Хивренко, комментируя предварительные результаты расследования инцидента, признал, что украинская ракета могла быть причиной гибели Ту-154.
13 октября. Владимир Рушайло заявил, что, по анализу обломков самолёта и пробоин, зенитная ракета взорвалась в 15 м над самолётом. Министр обороны Украины на конференции в Киеве принёс извинения родным и близким погибших в результате катастрофы российского самолёта Ту-154: «Мы знаем, что причастны к трагедии, хотя её причины до конца пока не установлены».

## Органы, проводившие расследование

### Межгосударственный авиационный комитет
Межгосударственный авиационный комитет (МАК) создал комиссию по расследованию авиакатастрофы. Руководителем технической комиссии был назначен заместитель руководителя МАК Рудольф Теймуразов.
Расследование комиссии МАК продлилось 25 дней, после чего был сделан вывод о том, что Ту-154 был сбит «боевой частью 5Б14Ш ракеты 5В28 зенитного комплекса С-200В. <…> Срабатывание взрывного устройства произошло в 9:45 [по всемирному координированному времени (UTC)] на высоте 15 м над корпусом самолёта». На основании анализа радиолокационных данных было установлено, что ракета была запущена из района Феодосии (Крым), где в это время проходили учения войск ПВО Украины.

### Государственная комиссия России по расследованию причин катастрофы
В России была создана государственная комиссия по расследованию катастрофы Ту-154 во главе с секретарём Совета безопасности России Владимиром Рушайло.

### Генеральная прокуратура России
Заместитель генерального прокурора России Сергей Фридинский возбудил уголовное дело по факту катастрофы Ту-154, он же возглавил следственную группу.
В ходе расследования Генеральная прокуратура России пришла к выводу, что причиной катастрофы стала халатность должностных лиц Министерства обороны Украины. 20 декабря 2001 года уголовное дело, возбуждённое в России по факту катастрофы, вместе с вещественными доказательствами было отправлено в Генпрокуратуру Украины.

### Государственная комиссия Украины по расследованию причин катастрофы
12 октября 2001 года распоряжением Кабинета министров Украины N 478-р была создана Межведомственная комиссия по расследованию катастрофы Ту-154. Её руководителем был назначен первый вице-премьер Украины Олег Дубина. В работе комиссии приняли участие секретарь Совета национальной безопасности и обороны Украины Евгений Марчук, первый заместитель министра обороны Украины Иван Бижан, начальник центра судебных экспертиз Министерства обороны Украины В. Сухой, заместитель госсекретаря Министерства юстиции Украины Александр Пасенюк и другие.

### Министерство обороны Украины
Министерство обороны Украины провело служебное расследование обстоятельств, связанных с катастрофой Ту-154. Его результаты подтвердили основную версию происшествия (поражение ракетой ЗРК С-200В, выпущенной силами ПВО Украины).

### КНИИСЭ и Харьковский институт воздушных сил
3 ноября 2008 года, в рамках рассмотрения иска авиакомпании «Сибирь» к Минобороны и Госказначейству Украины, Хозяйственный суд Киева по инициативе представителей Минобороны Украины назначил комплексную судебную баллистическую, трассологическую, техническую и радиотехническую экспертизу. В комиссию экспертов вошли шесть сотрудников Киевского научно-исследовательского института судебных экспертиз (КНИИСЭ) и три сотрудника Харьковского института воздушных сил имени Кожедуба. Данные эксперты не имели опыта расследований авиакатастроф. 21 мая 2010 года комиссия экспертов завершила работу.
Согласно экспертизе, самолёт Ту-154 не был поражён украинской ракетой. Эксперты изучили условия, при которых, согласно выводам МАК, самолёт Ту-154 мог быть поражён ракетой. Комиссия пришла к заключению, что во время подрыва боевой части ракеты расстояние до самолёта должно было составлять 780 м. В таком случае в самолёт попало бы «до трёх поражающих элементов». «Уничтожение самолёта при таких условиях является практически невозможным», — утверждается в выводах КНИИСЭ. В отчёте также сказано, что мишень «Рейс» за три минуты до катастрофы Ту-154 уничтожена огнём другого зенитно-ракетного комплекса — С-300ПС, расположенного в 11 км от С-200В. В 9:42 по UTC (в 12:42 по киевскому времени) прекращено излучение радиолокационной аппаратуры С-200В, что исключает возможность попадания в самолёт украинской зенитной ракеты. Отрицая поражение самолёта украинской зенитной ракетой, эксперты КНИИСЭ не указывают других возможных причин крушения Ту-154. Отвечая в ходе судебных слушаний на вопросы, эксперты не исключили, что источник поражения самолёта мог находиться как снаружи, так и внутри лайнера, в частности представлять собой взрывное устройство, помещённое «между потолком внутренней части самолёта» и его внешней оболочкой.

## Юридическое расследование и иски о возмещении ущерба
Генеральная прокуратура России возбудила уголовное дело по статье «Терроризм» по факту катастрофы пассажирского самолёта Ту-154 над Чёрным морем. После опубликования выводов комиссии 16 октября 2001 года дело было передано для производства Генеральной прокуратуре Украины, российская сторона официально дело закрыла.
28 июня 2002 года создана межведомственная комиссия по урегулированию претензий в связи с авиакатастрофой Ту-154 над Чёрным морем, которую возглавил зам. министра иностранных дел РФ В. В. Лощинин, его заместителем назначен начальник правового департамента МИД РФ Р. А. Колодкин. В этот же день зарегистрирован «Фонд помощи семьям погибших пассажиров рейса 1812 Тель-Авив Новосибирск». Руководителем фонда избран Б. В. Калиновский, координировавший связи межведомственной комиссии с родственниками погибших.
В соответствии с договором «Об урегулировании претензий», подписанным Россией и Украиной 26 декабря 2003 года, украинское правительство перечислило 7 809 660 долларов для выплаты родственникам погибших российских пассажиров. Выплата компенсаций осуществлялась ex gratia, то есть без признания юридической ответственности. Родственникам израильских пассажиров было выплачено 7,5 миллиона долларов.
20 сентября 2004 года Генеральная прокуратура Украины закрыла уголовное дело по факту катастрофы, поскольку расследование не установило объективных данных, которые бы достоверно указывали на то, что Ту-154 сбит ракетой С-200, запущенной во время учений украинских войск противовоздушной обороны. Военный суд Киевского гарнизона 19 октября 2004 года отменил постановление Генеральной прокуратуры о закрытии дела, Верховный Суд не удовлетворил жалобу Генпрокуратуры с просьбой отменить это решение, и расследование было возобновлено, но в июле 2007 дело окончательно закрыто с предыдущей формулировкой.
Сразу после решения суда руководитель «Фонда помощи семьям погибших» Борис Калиновский и семья Белоноговых, которая отказалась от получения материальной помощи, подали иск в суд о компенсации морального ущерба — ответчиками выступали Кабинет Министров, Министерство обороны и Государственное казначейство Украины. Дело рассматривалось в Печерском районном суде города Киева и 30 января 2008 года в компенсации было полностью отказано. В мотивационной части отказа было указано, что вина ответчиков в катастрофе не была установлена расследованием прокуратуры, приведённые истцами доказательства противоречивы и не могут быть признаны основанием для удовлетворения иска. Апелляция на решение суда проигравшей стороной не подавалась.
Одновременно с иском от родственников погибших ОАО «Авиакомпания „Сибирь“» подала иск к Министерству обороны Украины и Государственному казначейству Украины о возмещении ущерба: сумма исковых требований включала в себя рыночную стоимость уничтоженного самолёта с дополнительным оборудованием, расходы, связанные с расследованием катастрофы, расходы по страхованию, упущенную выгоду в связи с потерей самолёта и моральный вред. Рассмотрение дела длилось больше семи лет и закончилось победой стороны защиты МО Украины: основываясь на проведённой Киевским научно-исследовательским институтом судебных экспертиз дополнительном анализе материалов Государственной комиссии по расследованию — в удовлетворении исковых требований было отказано полностью. 10 октября 2011 года проигравшей стороной была подана апелляция в Хозяйственный апелляционный суд Киева.
28 мая 2012 года Киевский апелляционный хозяйственный суд отклонил жалобу российской авиакомпании «Сибирь» (S7 Airlines) на решение суда первой инстанции, который не признал вину украинских военных в крушении российского Ту-154 в 2001 году. 11 декабря 2012 года Высший хозяйственный суд Украины оставил решение в силе. Представители авиакомпании заявили о намерении обратиться в Европейский суд по правам человека, однако после того как 21 апреля 2013 года ВХС отказался передать дело на рассмотрение Верховного суда Украины, авиакомпания, пройдя все возможные инстанции на Украине, не воспользовалась возможностью обратиться в ЕСПЧ. Таким образом, финансовые претензии «Сибири» не были удовлетворены.

## Версии причин катастрофы

### Ошибка оператора
Зенитно-ракетный комплекс С-200 использует полуактивную систему наведения, когда источником излучения служит мощный наземный радар («подсветка цели») и ракета ориентируется на отражённый от цели сигнал. В С-200 существуют два основных режима работы радиолокатора подсвета цели — МХИ (монохроматического излучения) и ФКМ (фазокодовой модуляции). Режим МХИ обычно используется для сканирования воздушного пространства при поиске целей, при этом определяются угол возвышения, азимут и радиальная скорость цели, но определения дальности до цели нет. Дальность определяется в режиме ФКМ, переключение радара в этот режим занимает до 30 секунд и при недостатке времени может не производиться.
Сторонниками этой версии предполагается, что во время учебных стрельб с участием ПВО Украины, которые проводились 4 октября 2001 года на мысе Опук в Крыму, самолёт Ty-154 случайно оказался в центре предполагаемого сектора обстрела учебной цели и имел близкую к ней радиальную скорость, в результате чего был обнаружен радаром системы С-200 и принят за учебную цель. В условиях недостатка времени и нервозности, вызванной присутствием высшего командования и иностранных гостей, оператор С-200 не произвёл определения дальности до цели и «подсвечивал» Ту-154 (находившийся на дальности 250—300 км) вместо малозаметной учебной цели (запущенной на дальности 60 км). Таким образом, поражение Ту-154 зенитной ракетой явилось, скорее всего, следствием не промаха ракеты мимо учебной цели (как иногда утверждается), а прямого наведения ракеты оператором С-200 на ошибочно идентифицированную цель.
Расчёт комплекса не предполагал возможности такого исхода стрельбы и не принял мер по его предотвращению. Размеры полигона не обеспечивали безопасности стрельб ЗРК такой дальности. Необходимые меры по освобождению воздушного пространства организаторами стрельб предприняты не были: были запрещены полёты лишь в радиусе 50 км, хотя «паспортная» дальность поражения целей комплексом С-200В — 255 км, а техническая дальность полёта ракеты 5В28/5В28М — около 300 км.

### Теракт
Из-за отсутствия бортовых самописцев, которые так и не были найдены, выяснение абсолютно достоверных причин катастрофы было признано экспертизой украинского института КНИИСЭ невозможным, но исходя из имеющейся информации украинские эксперты выдвинули предположение, что самолёт пострадал от взрывного устройства, которое могло находиться «между потолком внутренней части самолёта» и его корпусом.

## Политические и кадровые последствия
10 октября 2001 года президент Украины Леонид Кучма, комментируя авикатастрофу, заявил о готовности согласиться с любыми выводами российских следователей касаемо причин случившегося. В то же время Кучма, обсуждая возможное ухудшение внешнеполитической репутации Украины, призвал «не делать трагедию» из случившегося, поскольку могут происходить ошибки «гораздо большего, планетарного масштаба». Более того, Кучма заявил, что не намерен снимать с поста министра обороны Александра Кузьмука как крайне ценного кадрового сотрудника.

Посмотрите, что творится вокруг в мире, в Европе? Мы не первые и не последние, не надо из этого делать трагедию. Ошибки бывают всюду, и не только такого масштаба, а гораздо большего, планетарного масштаба.

Заявление Кучмы повергло в шок как родственников погибших, так и команду самого президента: в знак протеста покинул свой пост пресс-секретарь Кучмы Александр Мартыненко, уступив его Игорю Сторожуку. Сам Кузьмук написал прошение об отставке ещё в день катастрофы, однако Кучма замедлял процедуру, полагая, что ему придётся в таком случае признать вину украинских вооружённых сил в трагедии.
24 октября 2001 года Кучма в телеобращении официально признал, что Ту-154 был сбит украинской ракетой, принёс извинения гражданам Украины за случившееся и объявил, что отставка Кузьмука была окончательно принята. При этом предполагалось, что окончательное решение об отставке было только после требований со стороны главного киевского раввина Якова дов Блайха, который призвал Кучму сделать конкретные «оргвыводы». В тот же день секретарь совета национальной безопасности и обороны Украины Евгений Марчук и заместитель главы президентской администрации Александр Орёл встретились с послом Израиля в Киеве Анной Азари.
25 октября из армии был уволен главком сил ПВО генерал-полковник Владимир Ткачёв. Своих должностей также лишились заместитель главкома ПВО по боевой подготовке генерал-лейтенант В. В. Дьяков (руководитель ракетных стрельб на полигоне Опук в тот день), начальник радиотехнических войск ПВО генерал-майор Ю. Коротков, полковники А. Лунёв и Н. Жилков, подполковники М. Алпатов и В. Шевченко. Был отстранён от должности генерал-лейтенант В. Калинюк, командующий 49-м корпусом. Командир дивизиона С-200 майор Ю. Венгер был переведён на нижестоящую должность. При этом никто из военных не предстал перед судом.

## Культурные аспекты
- 16 серия телесериала «Высший пилотаж» содержит отсылки к описываемой катастрофе: российский самолёт Ил-86 авиакомпании «АЭРУС» борт RA-86103 совершал рейс из Тель-Авива в Москву, попал в зону проведения Украиной учебных стрельб ПВО над Чёрным морем и был сбит из ЗРК С-200, но экипажу удалось посадить самолёт в степи Краснодарского края[71].
- Также катастрофа упоминается в 1 серии 7 сезона документального сериала «Расследования авиакатастроф», посвящённой катастрофе над Тайваньским проливом.

## Увековечение памяти

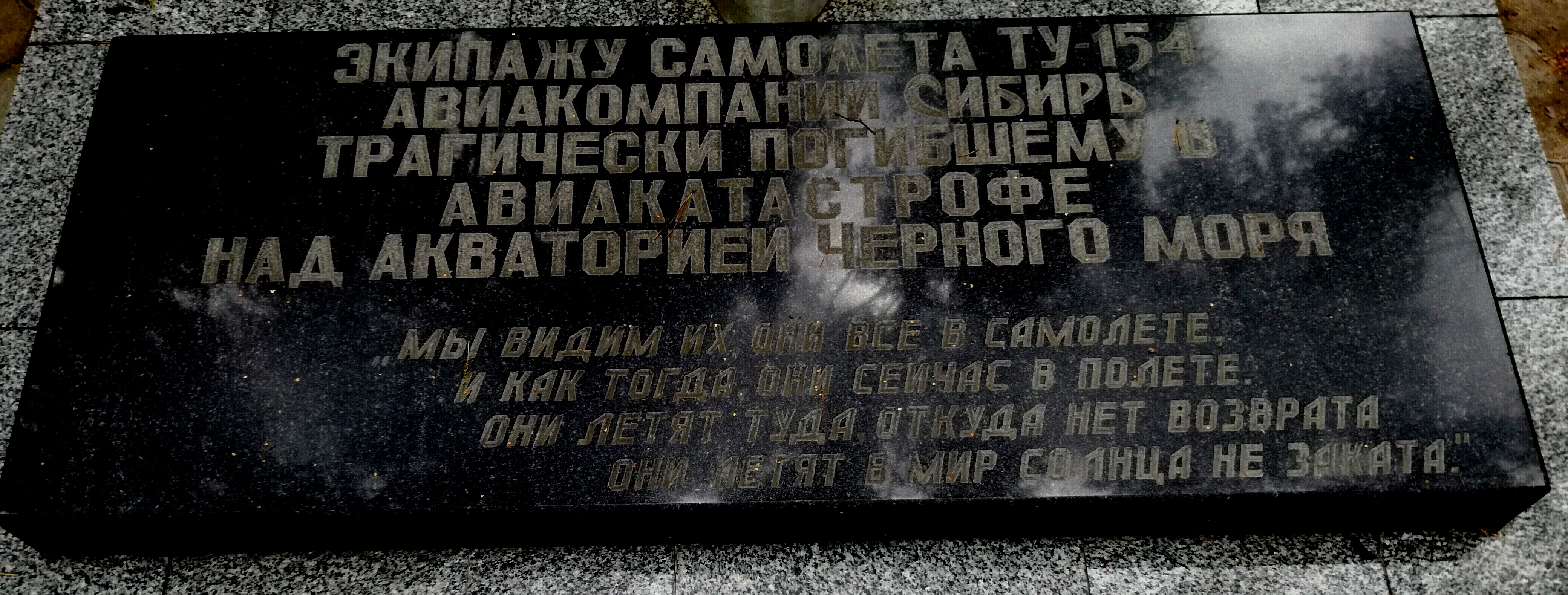
Мемориальная плита на Заельцовском кладбище

- 4 октября 2011 года в Сочи прошла панихида по пассажирам рейса 1812[72].
- Более сотни человек пришли на Заельцовское кладбище в Новосибирске почтить жертв трагедии[73].
- 4 октября 2011 года трагедию вспоминали в Израиле[74].

## Случаи уничтожения авиалайнеров средствами ПВО
См. категорию Категория:Сбитые пассажирские воздушные суда